# Wawa (Ontário)
Wawa é um município localizado no norte da província de Ontário, Canadá. Tem uma população estimada de 3.700 habitantes (2004).